# Lizias
Lizias (grško: Λυσίας, Lysias), grški govornik, * okrog 445 pr. n. št., Atene, † okrog 380 pr. n. št.
Bil je sin priseljenega izdelovalca ščitov. Govorništvo je študiral v Italiji, vendar se je leta 412 pr. n. št. vrnil v Atene. V času vladanja tridesetih tiranov je bil leta 404 pr. n. št. zaprt. Pozneje je pobegnil v Megaro. Leto za tem se je vrnil ter postal pisec sodnih govorov (logograf). Čeprav je bil pisec sodnih govorov, je bil pred sodiščem le enkrat, ko je z odličnim govorom obtožil Eratostena kraje ter uboja svojega brata. Leta 388 pr. n. št. je Grke opozoril na perzijsko nevarnost in jih pozval k enotnosti. Pripisujejo mu, da je napisal okrog 235 govorov, a ohranilo se jih je le 34. Ti govori so pravnega značaja in kažejo avtorjevo sposobnost, da slog prilagodi značaju govornika, kateremu je delo pisal.
1. 1 2  А. М. Л. Лисия // Энциклопедический словарь — Sankt Peterburg.: Брокгауз — Ефрон, 1896. — Т. XVIIа. — С. 738-739.